# 莫雷河
45°53′00″N 8°58′48″E / 45.88340°N 8.98008°E
莫雷河是瑞士的河流，位於該國南部，流經提契諾州，屬於拉韋吉奧河的右支流，河道全長7.8公里，流域面積9.5平方公里，河口處在門德里西奧。